# Bonrepós y Mirambell
| Zona urbana Centro histórico Estación de MetroValencia | Zona industrial Carretera secundaria Vía verde |

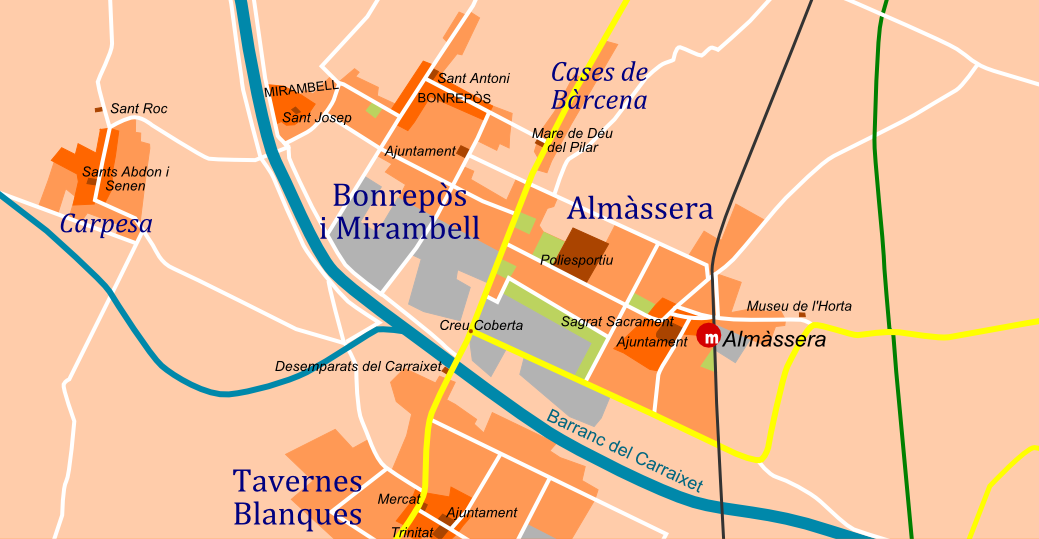
Plano esquemático de la conurbación de Almácera y Bonrepós y Mirambell, con las principales vías de acceso y comunicación.
Zona urbana
Centro histórico
Estación de MetroValencia
Zona industrial
Carretera secundaria
Vía verde

Bonrepós y Mirambell (oficialmente y en valenciano Bonrepòs i Mirambell) es un municipio de la Comunidad Valenciana (España), compuesto por dos núcleos de población: Bonrepós y Mirambell. Pertenece a la provincia de Valencia y está situado en la comarca de la Huerta Norte.  Su población es de 4048 habitantes (INE 2024).

## Geografía
El escaso término municipal de 1,05 km² está situado en la Huerta de Valencia. Su superficie es totalmente llana con una ligera pendiente de noroeste a sudeste sin que exista ningún accidente geográfico. El barranco de Carraixet ejerce de límite por el oeste y el sur del municipio.
El clima es mediterráneo, con máximos de temperatura estivales estivales, coincidiendo con unos mínimos pluviométricos muy acusados y precipitaciones máximas en otoño y la primavera.
Localidades limítrofes
|                           | Norte: Vinalesa        |                                             |
| Oeste: Carpesa (Valencia) |                        | Este: Almácera, Casas de Bárcena (Valencia) |
|                           | Sur: Tabernes Blanques |                                             |

### Naturaleza
La vegetación se encuentra condicionada, tanto por factores climáticos, como también por el uso intensivo del suelo que el hombre ha hecho, fundamentalmente para su explotación agrícola. Esto hace que en esta zona la vegetación natural sea prácticamente de poca importancia y que tenga poca influencia en el paisaje. La intensa humanización de la comarca hace que en la Huerta sólo aparezca vegetación espontánea en los márgenes de los caminos y acequias, con especias como la hierba caragolera, el llicsó, el hinojo la borraja o el cañizo. También en el cauce del barranco se suele encontrar una asociación específica de plantas formada por la adelfa, el lletsó, la ortiga, y la caña.

## Historia
Aunque en el área cercana al municipio se han encontrado restos neolíticos, los primeros indicios de población estable son de la época romana. Con bastante probabilidad es en este periodo cuando se construyen los regadíos, con lo que se comienza a cultivar la huerta y se establecen los pobladores sedentarios.
Tras la caída del Imperio romano y las invasiones bárbaras la población se mantiene, pero no será hasta la invasión musulmana de la península ibérica que se perfecciones los sistemas de riego y se introduzcan nuevos cultivos, intensificándose así el poblamiento con alquerías, molinos, posadas o torres. El origen de los actuales núcleos de Bonrepós y Mirambell se halla en sendas alquerías andalusís, que fueron tomadas por Jaime I en 1237, durante la campaña para tomar Valencia. Las conquistó con la ayuda de las tropas de Guillem Ruiz d’Azagra, y posteriormente donó el caserío de Mirambell a Constatí Ros. Por su parte, el 6 de diciembre de 1472, Juan II otorgó el pueblo de Bonrepós a Francesc Jardí de Menaguerra, extendiendo su jurisdicción al núcleo de Mirambell, que entonces era el barrio de los moriscos, y continuó siéndolo hasta su expulsión.
Los dos núcleos pasaron en el siglo XVI a la familia Montoliu, procedente de Tarragona. En aquellos momentos, apenas vivían una docena de familias (unas 55 personas), que ya se habían cuadruplicado al comenzar el siglo siguiente. En 1574 Bonrepós se segregó de la parroquia de Carpesa y pasan a depender Mirambell y Casas de Bárcena de la recién creada parroquia. Los Montoliu lograron la baronía del lugar y más tarde pasó a los Mirasol y a los Talamantes. La expulsión de los moriscos afectó duramente a estos pueblos, sobre todo a Mirambell y, en 1646, después de aquella expulsión, solo residían 25 familias. A lo largo del siglo XVIII hubo una importante expansión económica, al igual que en la mayoría de los pueblos de la huerta de Valencia. Se introdujeron nuevos cultivos, se perfeccionó el sistema de riegos y floreció la industria de la seda. De esta época data la construcción de la nueva iglesia parroquial. En el Diccionario de Madoz (1845-1850) aparece la siguiente descripción de Bonrepós:

L[ugar] con ayunt[amiento] [...] Sit[uado] en un llano de la ribera izq[uierda] del barranco de Carraixet [...] Tiene 24 casas que forman cuerpo de pobl[ación], con unas 20 barracas mas esparcidas en su térm[ino], cárcel, una escuela de niños á donde concurren de 20 á 30 [...] y una igl[esia] parr[oquial] (Ntra. Sra. del Pilar), de la cual es aneja la igl[esia] de Mirambell, cuyo pueblo depende también en lo civil de Bonrepos, con el que fomra la municipalidad. El térm[ino] confina N. Vilanesa (1/4 de leg[ua]); E. Foyos (3'); S. y O. Carpesa (6 id.), interponiéndose el baranco de Pedralvillo ó Carraixet [...] El terreno es todo huerta, que se riega con la acequia de Moncada, y se halla plantada de frondosas moreras. Por sus inmediaciones pasa la carretera real de Barcelona, siendo también á propósito para carruajes los demas caminos que conducen á los pueblos comarcanos [...] Prod[uce]: trigo, panizo, alfalfa, alubias, patatas y hortalizas. Pobl[ación]: con su anejo Mirambell, 77 vec[inos], 279 alm[as] [...]
Diccionario de Madoz

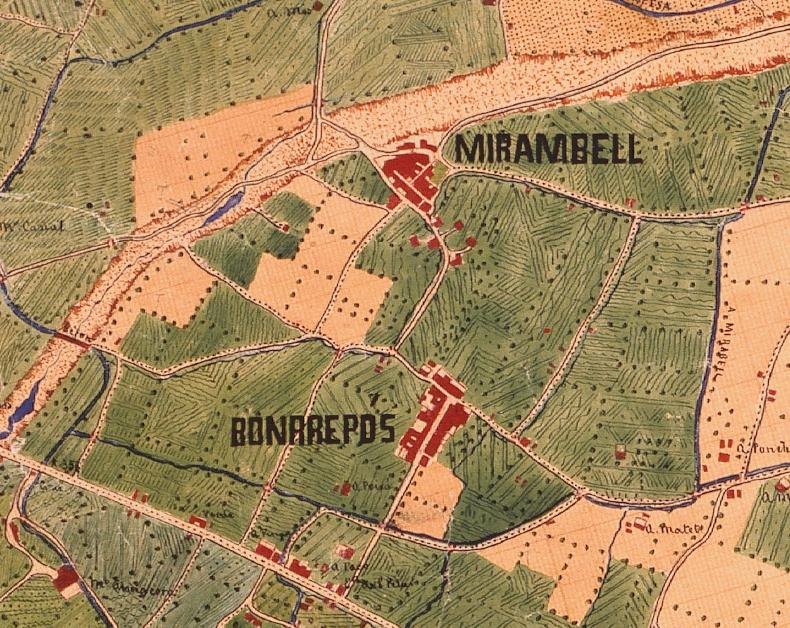
Bonrepós y Mirambell en 1883, cuando todavía conformaban dos núcleos claramente diferenciados

De Mirambell, por su parte, añade que:

[...] Tiene 27 casas y barracas con sus pozos de buenas aguas, 2 calles y 1 plaza, 1 ermita dedicada á San Juan Bautista en el pueblo, aneja de la parr[oquia] de Bonrepós [...]
Diccionario de Madoz

A finales del siglo XIX los cítricos (especialmente el naranjo) y la patata fueron sustituyendo el cultivo de cáñamo y de la seda, que entraron en crisis. A partir de la década de 1950 comienza el proceso industrial, que conlleva un cambio profundo en la estructura económica y un importante aumento demográfico. A raíz de este último se unificaron ambos núcleos de población, aunque pese a todo Mirambell conserva en parte el aspecto de un núcleo tradicional de la huerta, así como cierta sinuosidad en su trazado urbano.

## Demografía
Bonrepós y Mirambell cuenta con una población de 4048 habitantes (INE 2024).
| Gráfica de evolución demográfica de Bonrepós y Mirambell entre 1842 y 2021                                          |
| |
| Población de derecho según los censos de población del INE Población de hecho según los censos de población del INE |

Tras la expulsión de los moriscos (1609) la población de Bonrepós y Mirambell era de 25 familias (unos 113 hab.), que ya eran 40 (unos 180) en 1713. En 1787 ya habitaban unas 422 personas, que crecieron hasta las 494 en 1877. Al comenzar el siglo XX, Bonrepós y Mirambell se acercaban a los 640 habitantes, y ya eran 1300 en 1940. Contaba con una población censada de 3358 habitantes en 2009 (INE).

## Economía
La agricultura, tradicionalmente la actividad principal, no ocupaba en 2002 más que al 6 % de los activos. Estaban cultivadas la totalidad de las 59 ha de suelo agrícola de municipio, siendo absolutamente todas de regadío. Entre los cultivos, predominaban los cítricos (28 ha), sobre las hortalizas (18 ha) o las patatas (13 ha). El sector secundario poseía un peso relevante en el pueblo, con un 39 % de los empleados, siendo los productos metálicos, la alimentación y la madera los subsectores que más predominan. El motor de la economía, no obstante, es el sector servicios, que empleaba ese mismo año al 54 % de los ocupados.

## Comunicaciones
Aunque oficialmente ninguna carretera principal atraviesa el término de Bonrepós y Mirambell, su límite municipal con Almácera lo conforma la antigua carretera de Barcelona (N-340), convertida en la actualidad en vía urbana, que enlaza por el norte con la CV-300 y por el sur directamente con Valencia a través de Tabernes Blanques.

## Administración y política

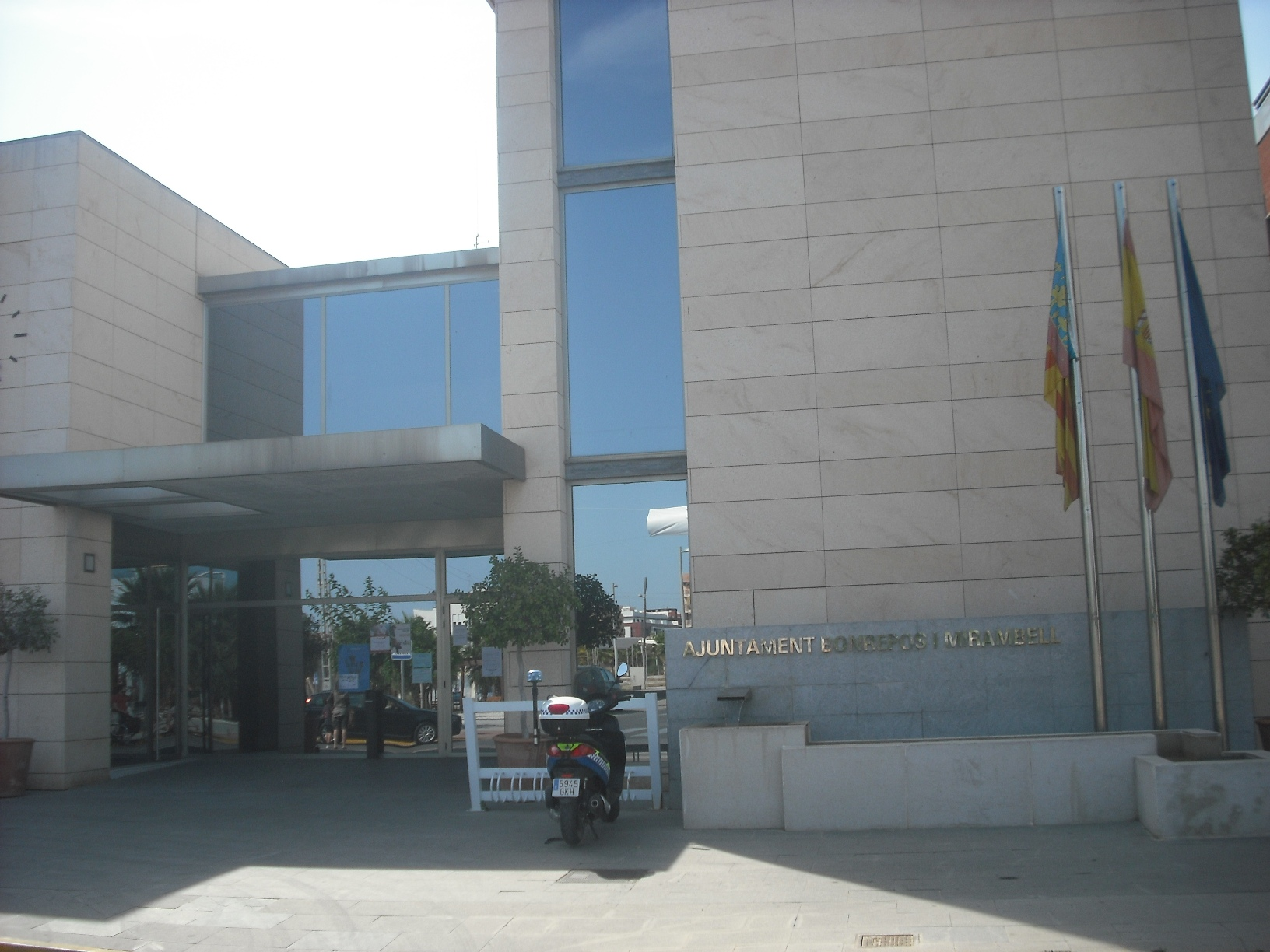
Sede actual del Ayuntamiento de Bonrepós y Mirambell

Resultados de las elecciones municipales:
Año 1979 : AE 8 concejales, PCPV 3 concejales. 

Año 1983 : PSPV-PSOE 4 concejales, INDEP-1 4 concejales, INDEP-2 2 concejales, AP 1 concejal. 

Año 1987 : PSPV-PSOE 6 concejales, VI 3 concejales, UV 1 concejal, UPV 1 concejal. 

Año 1991 : PSPV-PSOE 8 concejales, UV 3 concejales. 

Año 1995 : PSPV-PSOE 7 concejales, PP 3 concejales, UV 1 concejal. 

Año 1999 : PSPV-PSOE 4 concejales, PP 4 concejales, BLOC 2 concejales, UV 1 concejal. 

Año 2003 : PSPV-PSOE 5 concejales, PP 4 concejales, BLOC 2 concejales. 

Año 2007 : PSPV-PSOE 5 concejales, PP 4 concejales, BLOC 1 concejal, CV 1 concejal. 

Año 2011 : PP 6 concejales, PSPV-PSOE 4 concejales, COMPROMIS 1 concejal. 

Año 2015 : PP 5 concejales, PSPV-PSOE 3 concejales, COMPROMIS 3 concejales. 

Año 2019 : PSPV-PSOE 5 concejales, PP 3 concejales, COMPROMIS 3 concejales. 

Año 2023: PP 5 concejales, PSPV-PSOE 4 concejales, COMPROMIS 2 concejales.
| Periodo   | Nombre                                                                           | Partido             |
| --------- | -------------------------------------------------------------------------------- | ------------------- |
| 1979-1983 | Juan Santiago Folguera Morón                                                     | Independiente       |
| 1983-1987 | Vicenta Bosch Palanca                                                            | PSPV-PSOE           |
| 1987-1991 | Vicenta Bosch Palanca                                                            | PSPV-PSOE           |
| 1991-1995 | Vicenta Bosch Palanca                                                            | PSPV-PSOE           |
| 1995-1999 | Vicenta Bosch Palanca                                                            | PSPV-PSOE           |
| 1999-2003 | Vicenta Bosch Palanca                                                            | PSPV-PSOE           |
| 2003-2007 | Vicenta Bosch Palanca (2003-2004) Maria Josep Amigó Laguarda (2004-2007)         | PSPV-PSOE BLOC      |
| 2007-2011 | Vicenta Bosch Palanca (2007-2009) Jesús Raga Ros (2009-2011)                     | PSPV-PSOE           |
| 2011-2015 | Fernando Traver Sanchis                                                          | PP                  |
| 2015-2019 | Rubén Rodríguez Navarro (2015-2017) Rosella Antolí Santolaria (2017-2019)        | PSPV-PSOE Compromís |
| 2019-2023 | Rubén Rodríguez Navarro (2019-2020) Dimisión Raquel Ramiro Pizarroso (2020-2023) | PSPV-PSOE           |
| 2023-act. | Raquel Ramiro Pizarroso                                                          | PSPV-PSOE           |

El 17 de abril de 2010 Jesús Raga Ros se convirtió en el primer alcalde tetrapléjico de España.
Organización territorial

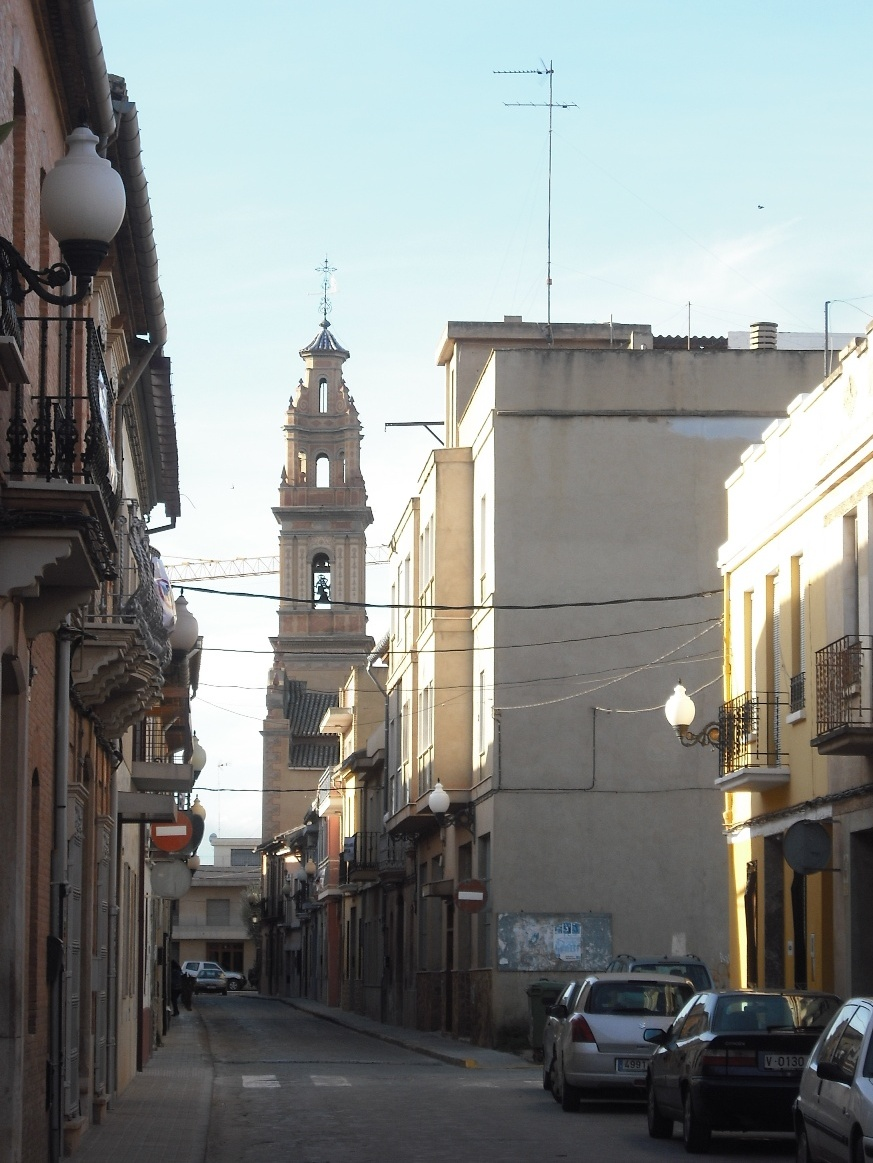
Iglesia de Bonrepós y Mirambell desde la calle Mayor

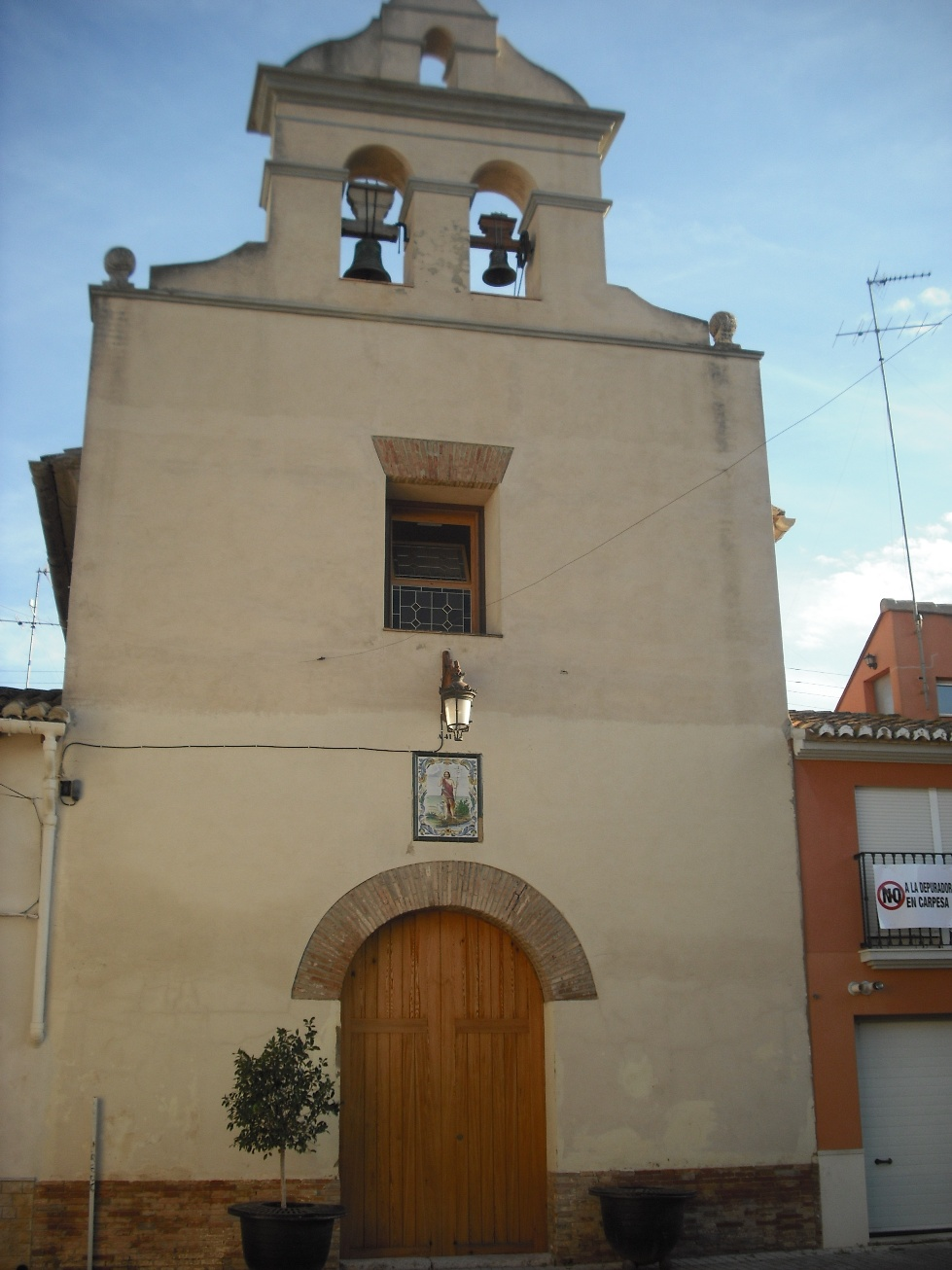
Ermita de San Juan, en el núcleo de Mirambell

El municipio está compuesto por dos núcleos de población, de los cuales el principal históricamente ha sido Bonrepós, al concentrar la mayor población. En la actualidad éste y Mirambell se hallan unidos por el carrer del Mig, conformando un único casco urbano que a su vez está unido al de Almácera. Existen además varias alquerías diseminadas por la huerta, pero en 2009 no sumaban ningún habitante, estando todos concentrados en el casco urbano.

## Cultura
- Societat Musical de Bonrepós i Mirambell:

Ampara una escuela de música privada, reconocida por la Generalitat Valenciana y una Banda de música, con 50 músicos jóvenes.
- Rondalla la Tornada de Bonrepós y Mirambell:

Esta rondalla, formada casi en su totalidad por personas jubiladas, es un grupo de música tradicional que tocan con guitarras, bandurrias y laudes.
También tienen a disposición de quién lo desee, una escuela de los instrumentos anteriormente mencionados para quien le interese unirse a la banda.

### Patrimonio
- Iglesia parroquial de la Virgen del Pilar (Església parroquial de la Mare de Déu del Pilar): Su obra se inició en 1755, sustituyendo a otro templo más antiguo de 1574, cuando Bonrepós y Mirambell habían dejado de pertenecer eclesiásticamente a Carpesa.[3] Está situada en la calle Mayor (en el núcleo de Bonrepós) y se trata de un edificio de una sola nave con torre campanario y de planta rectangular. Pposee diversas pinturas del siglo XVIII y otras más modernas.
- Ermita de San Juan de Mirambell (Ermita de Sant Joan Baptista): Data del siglo XVII y se encuentra en la antigua plaza central de Mirambell. Tiene una sola nave y está construido sobre la antigua mezquita.[3]

### Fiestas locales
- Fiestas Patronales: Se celebran en honor de San Vicente Ferrer y la Virgen del Pilar del 11 al 13 de octubre.[3]

## Localidades hermanadas
- Bonrepós y Mirambell está hermanado con el municipio de Roccastrada (Toscana, Italia) desde marzo de 2006.[cita requerida]